# Kile
Kile è un editor per TEX/LATEX simile a WinEdt, per l'ambiente desktop KDE, funzionante quindi in ambienti Unix-like, macOS e Windows.

## Principali caratteristiche
- QuickStart Wizard. Il quickstar wizard permette di creare velocemente documenti LATEX, per esempio scegliendo la classe, il carattere, il formato del documento, la codifica, il nome dell'autore.
- Evidenziazione della sintassi. Kile provvede automaticamente all'evidenziazione dei comandi LATEX, ma non solo. Segnala le parentesi accoppiate.
- Completamento automatico degli ambienti. L'auto completamento degli ambienti significa che quando si inizia un nuovo ambiente Kile automaticamente crea la chiusura dell'ambiente.
- Struttura del documento. In LATEX i documenti sono divisi in varie parti, capitoli, sezioni, eccetera. Kile riconosce queste struttura e la visualizza consentendo una rapida navigazione del documento.
- Ricerca inversa. Creando un file DVI dal sorgente LATEX si può usare la ricerca inversa, ovvero cliccando col mouse in una parte del documento DVI Kile riesce ad individuare il punto corrispondente del sorgente LATEX.
- Ricerca nel file DVI. Al contrario della ricerca inversa si può partendo dal sorgente LATEX trovare il punto corrispondente nel documento DVI.
- Supporto progetti, col quale è possibile gestire facilmente più file LATEX per un unico documento e collegamenti fra essi.
- Collegamenti a programmi utili per lo sviluppo di documenti LATEX come gnuplot e Xfig.
- Code folding, nasconde parte del codice.
- Strumenti per l'inserimento di formule e simboli matematici, compresi quelli dei pacchetti AMS.
- Autocompletamento dei collegamenti.
- Ricerca di errori, avvertimenti e riquadri fuori misura.